# Serra (Spanyolország)
Serra község Spanyolországban, Valencia tartományban. Serra Bétera, Estivella, Náquera, Olocau, La Pobla de Vallbona, Segart, Segorbe, Torres Torres és Gátova községekkel határos. Lakosainak száma 3725 fő (2024).

## Népesség
A település népessége az utóbbi években az alábbiak szerint változott:
| Lakosok száma | 1972 | 2335 | 2838 | 3074 | 3356 | 3233 | 3068 | 3124 | 3405 | 3725 |
|               | 2001 | 2004 | 2007 | 2009 | 2012 | 2014 | 2017 | 2019 | 2022 | 2024 |